# Луцій Пассієн Руф
Луцій Пассієн Руф (лат. Lucius Passienus Rufus; ? — після 3 до н. е.) — політичний та військовий діяч Римської імперії, консул 4 року до н. е.

## Життєпис
Про його походження відомо замало. Був сином декламатора Пассієна. За часів імператора Октавіана Августа увійшов до сенату. У 4 році до н. е. став консулом разом з Гаєм Кальвізієм Сабіном. Після завершення каденції того ж року призначено проконсулом до провінції Африка. На цій посаді придушив повстання племені гетулів. За це у 3 році до н. е. отримав тріумф. Про подальшу долю немає відомостей.

## Родина
- Гай Саллюстій Крисп Пассієн, консул 44 року